# Jeff Tarango
Jeffrey Gail ("Jeff") Tarango (Manhattan Beach, 20 de novembro de 1968) é um ex-tenista profissional estadunidense.

## Grand Slam finais

### Duplas: (1 vice)
| Resultado | Ano  | Campeonato       | Piso   | Parceiro         | Oponente                     | Placar   |
| --------- | ---- | ---------------- | ------ | ---------------- | ---------------------------- | -------- |
| Vice      | 1999 | Aberto da França | Saibro | Goran Ivanišević | Mahesh Bhupathi Leander Paes | 2–6, 5–7 |